# Megadeth
Megadeth és un grup de Thrash metal, Heavy metal (actualment), creat l'any 1983 pel guitarrista i vocalista Dave Mustaine després que aquest fos expulsat de Metallica.
Juntament amb Metallica, Anthrax i Slayer, Megadeth és considerat com un dels «Quatre Grans» del Thrash metal.

## Història

### Primers Anys
Quan Dave Mustaine va ser expulsat de Metallica pels seus problemes amb l'alcohol i les drogues, juntament amb el baixista David Ellefson, el guitarrista Greg Handevidt i el bateria Dijon Carruthers van formar Megadeth. Després d'una cerca de sis mesos sense èxit per trobar un cantant, Dave Mustaine va decidir posar-s'hi ell mateix. Carruthers va ser reemplaçat per Lee Rausch i el guitarrista Greg Handevidt va deixar el grup a la fi de l'any 1983 per formar Khublai Khan. A principi de l'any 1984 Megadeth va gravar una maqueta que contenia unes primeres versions de tres temes que més tard s'inclourien en el primer àlbum. Megadeth va comptar amb el guitarrista Kerry King (Slayer) com a membre provisional mentre se cercava un guitarrista permanent. Després d'uns quants concerts de l'any 1984, Lee Rausch va ser reemplaçat pel bateria Gar Samuelson. Gràcies a la maqueta que havien gravat l'any anterior, Megadeth va signar un contracte amb la companyia independent Combat Records. Al desembre del 1984, Megadeth va afegir un segon guitarrista, Chris Poland, un amic del bateria Gars Samuelson.

### Killing Is My Business... And Business Is Good
A principis de l'any 1985, el grup va rebre $8,000 de Combat Records per gravar i produir el seu àlbum de debut. Tot i això, després de gastar la meitat del pressupost en drogues i alcohol, Megadeth va ser forçat a acomiadar els productors inicials i a produir el seu àlbum de debut ells mateixos. Tot i la pèssima producció final, Killing Is My Business... And Business Is Good! va ser llançat al maig del 1985 amb molt bona acollida al combinar elements de Thrash, Speed metal i Punk rock.
Totes les cançons de l'àlbum van ser escrites per Dave Mustaine excepte "These Boots". Aquesta cançó és una versió del clàssic de Nancy Sinatra These Boots Are Made For Walking escrita per Lee Hazlewood. Mustaine va canviar la lletra original. Lee Hazlewood va qualificar els canvis de Mustaine com a ofensius i va exigir que es retirés la cançó. A l'estiu del 1985, el grup va fer una gira als Estats Units i el Canadà per primera vegada per promocionar Killing Is My Business... And Business Is Good juntament amb la banda canadenca de Speed metal Exciter. Durant la gira, el nou guitarrista Chris Poland va deixar Megadeth sobtadament, i va ser substituït pel guitarrista Mike Albert. A l'octubre del 1985 Poland s'hi va rejuntar, poc abans que es comencés a treballar en el seu segon àlbum amb Combat Records.

### Peace Sells... But Who's Buying?
Originàriament completat al març del 1986, el segon àlbum de Megadeth va tornar a rebre un pressupost reduït per part de Combat Records i el grup no va quedar satisfet del resultat final. Frustrat per les insuficiències econòmiques de la petita discogràfica independent, Megadeth va signar un contracte amb una discogràfica més important, Capital Records. La nova discogràfica també va comprar els drets del nou àlbum. Capitol va contractar el productor Andy Somers per remesclar la gravació, i al novembre del 1986, més d'un any més tard que comencés la gravació, Capitol va llançar Peace Sells... But Who's Buying?. L'àlbum va marcar el descobriment mundial de Megadeth, i va vendre més d'un milió de còpies només als Estats Units.
Peace Sells... But Who's Buying? va ser considerat per All Music Guide com "Un dels àlbums de Metal més influents de la dècada". El disseny de l'àlbum va ser realitzat per Ed Repka qui va redissenyar la mascota del grup Vic Rattlehead al disseny més conegut de Megadeth.
Al febrer del 1987, Megadeth va ser afegit com a grup per obrir els concerts d'Alice Cooper en la gira del seu àlbum Constrictor. A més, va fer una breu gira acompanyant Mercyful Fate als Estats Units. Al març del mateix any, Megadeth va començar la seva primera gira mundial com a cap de cartell actuant al Regne Unit amb el suport dels grups Overkill i Necros.
Després d'uns anys de problemes amb les drogues, el bateria Gar Samuelson i Chris Poland van ser expulsats de Megadeth al juliol del 1987. El seu últim concert com a membres de Megadeth es va realitzar a l'últim concert de la gira a Hawaii. Chuck Behler, que havia sigut professor de bateria de Gar Samuelson, va ser contractat per Megadeth fins i tot abans d'acabar la gira que el grup estava duent a terme, per la por que tenia Dave Mustaine que Samuelson fos incapaç d'acabar els concerts, atès el seu mal estat. Mustaine afirmà que el guitarrista Chris Poland havia venut equipament del grup per poder pagar les drogues que consumia. Aquest fet està detallat a la cançó Liar, que s'inclouria en el següent àlbum i que Mustaine va dedicar a Poland. Ell va ser inicialment substituït per Jay Reynold, del grup Malice, però quan el grup va començar a treballar en el seu següent àlbum, Reynolds va ser substituït pel qui havia sigut el seu professor, Jeff Young. Jeff Young es va unir a Megadeth en ple procés de gravació del nou àlbum.

### So Far, So Good... So What!
Amb un pressupost més elevat i amb el productor Paul Lani, Megadeth va esmerçar cinc mesos per gravar el seu tercer àlbum, So Far, So Good... So What!. El procés de gravació va tenir una altra vegada problemes des del començament, a causa, en part, de l'addicció que tenia amb les drogues. Mustaine més endavant diria: "La producció de So Far, So Good...So What! va ser horrible principalment per culpa de les substàncies i de les prioritats que teníem o no teníem. Mustaine a més, estava en desacord amb el productor Paul Lani per la manera com s'havia de gravar la bateria. Durant el procés de mescla, Mustaine i Lani van tenir una discussió que va acabar amb la substitució de Lani pel productor Michael Wagener, qui va remesclar l'àlbum.
Al gener del 1988 va sortir a la venda So Far, So Good... So What!. Mentre l'àlbum va aconseguir el certificat de platí als Estats Units, no va ser ben rebut per la majoria de crítics musicals. Una de les cançons incloses, In My Darkest Hour, va ser dedicada al qui havia sigut el seu company a Metallica, el baixista Cliff Burton, que havia mort en un accident d'autobús mentre realitzava una gira amb Metallica a Suècia. Mustaine va compondre la cançó el dia que va conèixer la notícia, però les lletres (que no fan referència a Cliff Burton) van ser afegides més tard. L'àlbum també va incloure una versió de la cançó Anarchy In The UK, dels Sex Pistols. Les lletres van ser alterades per Dave Mustaine perquè, tal com declararia més tard, hi havia parts de la cançó original cantades per John Lydon que no entenia i per tant, es va inventar els trossos que no va entendre.
Megadeth va començar la seva gira mundial de presentació de So Far, So Good... obrint per Dio a Europa al mes de febrer de l'any 1988, i unint-se a la gira d'Iron Maiden del seu àlbum Seventh Son of a Seventh Son que el grup britànic va realitzar a l'estiu del mateix any als Estats Units. Mustaine va contractar Nick Menza com a tècnic de bateria de Chuck Behler perquè estigués preparat per substituir a Behler en cas que aquest no continués com a membre de Megadeth per culpa dels problemes que hi havia entre ell i Mustaine.
L'agost de 1988, Megadeth va actuar al festival Monster of Rock al Castle Donnington al Regne Unit davant de més de 100.000 persones, juntament amb Kiss, Iron Maiden, Guns N' Roses i David Lee Roth. El grup va ser aviat afegit a la gira europea "Monster of Rock" però només va acabar actuant en el primer concert. Poc després d'aquell concert, Mustaine va acomiadar el bateria Chuck Behler i el guitarrista Jeff Young i es va cancel·lar la gira que es tenia previst fer a Austràlia.
Al juliol del 1989 Nick Menza va ser contractat per substituir Behler a la bateria. Incapaç de trobar un guitarrista a temps, Megadeth va gravar una versió de la cançó "No More Mr. Nice Guy" d'Alice Cooper amb tres components (Mustaine, Ellefson i Menza). La versió apareixeria més tard a la banda sonora de la pel·lícula de terror Shocker, dirigida per Wes Craven. Mentre el grup buscava un nou guitarrista a l'estiu del 1989, Mustaine va ser arrestat per conduir mentre estava intoxicat i per possessió de drogues. Mustaine es va estavellar contra un cotxe aparcat ocupat per un oficial de policia fora de servei. Mustaine va ser obligat a rebre una teràpia de rehabilitació.

### Rust In Peace
Mustaine va oferir el lloc de guitarrista a Dimebag Darrell (Pantera) i a Jeff Waters (Annihilator) però van rebutjar l'oferiment perquè ja tenien els seus propis projectes. Finalment l'escollit va ser Marty Friedman. Friedman havia tocat juntament amb Jason Becker al grup Cacophony i havia tret l'àlbum Dragon's Kiss. Friedman es va unir oficialment a Megadeth al febrer del 1990.
Amb la nova formació de Megadeth, el grup va entrar a Rumbo Studios el març del 1990 amb el coproductor Mike Clink per començar a treballar en el que seria l'àlbum més venut del grup fins al moment, Rust in Peace. Per primera vegada en tota la seva carrera, el grup va treballar en un estat de sobrietat a l'estudi, fet que va evitar molts dels problemes que havien aparegut en la gravació dels anteriors àlbums. A més, Clink va ser el primer productor que va poder produir amb èxit un àlbum de Megadeth des del principi fins al final, sense ser acomiadat com havia passat amb els anteriors productors que havia tingut el grup.
Posat mundialment a la venda el 24 de setembre del 1990, Rust in Peace va ser un èxit absolut del grup i va rebre elogis tant dels fans com dels crítics. L'àlbum es caracteritza per una gran tècnica musical amb constants canvis de ritme, riffs contundents i grans solos de guitarra de Friedman. L'àlbum ha estat considerat com un dels àlbums imprescindibles de Thrash metal, amb temes que s'han convertit en clàssics del grup com ara Holy Wars...The Punishment Due, Hangar 18 o Tornado of Souls. Rust in Peace va vendre més d'un milió de còpies als Estats Units, i va estar nominat als Grammy l'any 1991 i 1992.
Al setembre del 1990 Megadeth es va unir a Slayer, Testament i Suicidal Tendencies per a la gira europea "Clash of the Titans" i a l'octubre van ser afegits com a grup per a obrir la gira de Judas Priest en la presentació de l'àlbum Painkiller, que culminà amb una actuació el gener de 1991 davant de 140.000 persones, en el festival Rock in Rio 2 al Brasil. Seguint amb l'èxit de la gira europea, la gira americana de "Clash of the Titans" va començar al maig del 1991, actuant Megadeth, Slayer, Anthrax i Alice in Chains com a grup d'obertura. L'any 1991 Megadeth va treure a la venda el seu primer vídeo, Rusted Pieces. El vídeo contenia els sis videoclips que havia tret prèviament i una entrevista amb els membres del grup.

### Countdown To Extinction(1992-1993)
Després d'aquest intens període de concerts, els integrants de la banda entren en l'estudi per gravar el següent disc, Countdown to Extinction (1992). El treball va resultar ser un èxit instantani als Estats Units, i es va convertir en l'àlbum més venut de la formació en assolir el doble disc de platí. Countdown to Extinction es va guanyar una nominació en la categoria de Millor Interpretació de Metall en els Grammy de 1993.
A partir d'aquest any, Megadeth gira amb grups com Pantera, Stone Temple Pilots o Suicidal Tendencies. Durant aquesta gira Mustaine recau en els vells problemes d'addicció a les drogues i remata la multitudinària gira a l'hospital. Després de set setmanes de rehabilitació, Mustaine diu haver-se recuperat definitivament i torna als escenaris per col·laborar amb Metallica en una actuació com a convidats especials, cosa que va significar la primera col·laboració entre Mustaine i els seus excompanys des del seu acomiadament el 1983. Mustaine va declarar sobre això durant la gira que les diferències havien passat a la història. A més, Megadeth grava la cançó "Angry Again" per a la banda sonora de Last Action Hero, que seria posteriorment nomenada a un premi Grammy el 1994.
Després d’aquesta aparició amb els seus antics amics-enemics, Megadeth s'embarca en una gira amb Aerosmith que acaba per a la banda després de set concerts per diferències contractuals. Després d'aquesta fallida gira, la banda grava "99 Ways to Die" per a la banda sonora de la sèrie Beavis and Butthead de MTV, que guanyaria una altra nominació més als premis Grammy el 1995.

### Youthanasia (1994-1995)
A començaments del 1994, Megadeth compon i grava el seu següent treball, Youthanasia, després de diversos problemes amb el lloc d'enregistrament de l'àlbum, que es van acabar amb la construcció d'un estudi propi per a la banda, "Fat Planet in Hangar" el nom del qual fa referència a la cançó "Hangar 18" de Rust in Peace.
El disc surt l'1 de novembre del 1994, i assolí el disc d'or al Canadà en només trenta minuts i el disc de platí més ràpid que qualsevol altre treball anterior de la banda. Això es deu en bona part a l'estil i arranjaments més comercials i aptes per a les emissores de ràdio, encara que no es va convertir en l'àlbum més reeixit del grup. En aquest temps, Megadeth es converteix en una de les primeres formacions a muntar la seva pròpia pàgina web oficial. Una de les cançons del disc, "A Tout Le Monde", tracta presumptament el tema del suïcidi, amb la qual cosa la MTV es va negar a emetre'n el videoclip.
La gira de suport a l'àlbum va comptar amb grups com Korn, Fear Factory, Alice Cooper o Ozzy Osbourne, amb qui va versionar el clàssic de Black Sabbath, "Paranoid" a l'àlbum tribut a la banda, titulat Nativity in Black. Aquest tema va ser nomenat a un Grammy el 1996, i això suposà la sisena nominació als premis Grammy en altres tants anys.
Com a promoció del treball, Megadeth edita Hidden Treasures, un recopilatori de temes que havien estat inclosos en diverses bandes sonores de cinema o versions de diferents autors.

### Cryptic Writings (1996-1998)
Després de l'esgotadora gira Youthanasia, Megadeth fa un descans durant 1995, en el qual Mustaine treballa en un projecte amb Lee Ving, vocalista de Fear, anomenat MD.45. D'altra banda, la banda contracta un nou mànager, Bud Prager, qui havia treballat anteriorment amb Bad Company o Foreigner i que va arrossegar a la formació a un estil més assequible (per a la majoria de la gent), revisant el procés de composició del seu següent àlbum.
El 1996, el grup comença a gravar el seu següent disc. Inicialment s'havia de titular Needles and Pins, però després el van rebatejar com Cryptic Writings. Aquest és el primer àlbum en el qual no apareix la mascota del grup, Vic Rattlehead, a la portada (tot i que sí que apareix en el lateral del disc). El disc surt a la venda el juny de 1997 en Capitol Records, i es va convertir en el sisè treball de Megadeth a ser certificat com a àlbum d'or als Estats Units. La cançó "Trust" arribà al lloc més alt mai assolit per una cançó de la banda en les llistes de singles : la cinquena posició en la llista d'èxits del mainstream. Gràcies a això, la cançó guanyà una nominació als premis Grammy com a Millor Interpretació de Metal el 1998. Mustaine va dir de l'àlbum que "s'havia dividit en tres parts: la primera era ràpida i agressiva, la següent més melòdica i la tercera estava més orientada a música radiofònica, com "Youthanasia".
Després de més d'un any fora dels escenaris, Megadeth reapareix en gira amb The Misfits el juny de 1997, i continua al llarg de l'any amb Life of Agony i Coal Chamber. Durant l'Ozzfest de 1998, Menza descobreix un tumor al seu genoll i és forçat a abandonar la gira per tal d'operar-se. El seu substitut, Jimmy DeGrasso, qui havia vingut en principi de forma temporal, es va integrar després en el grup de forma permanent després que Mustaine digués que Menza havia 'mentit sobre el seu càncer'.

### Risk (1999-2000)
Després de provar les mels de l'èxit radiofònic amb "Trust", la banda torna a l'estudi amb el productor del seu anterior disc, Dann Huff. Amb ell van produir, durant 1999, el seu vuitè àlbum d'estudi : Risk. Cinc de les dotze cançons del disc van ser coescrites pel mànager Bud Prager, que a més va donar amplis poders a Huff, conegut per haver treballat amb nombroses formacions country i de Hard Rock melòdic. El resultat va ser un clamorós fracàs de crítica i públic, amb la qual cosa perderen seguidors. A causa dels cinc èxits seguits del disc precedent, Cryptic Writings, el grup incorpora elements molt radiofònics que defrauden a la majoria dels fans, puix arribaren a incloure fins i tot tocs de música disco. Risk va ser el primer disc des de Killing Is My Business... que no aconsegueix ser disc d'or als Estats Units.
La gira de suport del disc va comptar amb la col·laboració d'Iron Maiden. Passats tres mesos, Marty Friedman anuncia la seva sortida de la formació, segons ell a causa de "diferències musicals". Com a relleu de Friedman, Mustaine troba en l'any 2000 Al Pitrelli, exmembre d'Alice Cooper i de Savatage.
Aquell mateix any, Megadeth torna a l'estudi per enregistrar el seu novè àlbum, però l'oportunitat de formar part del Maximum Tour amb Anthrax i Mötley Crüe els fa canviar d'opinió. Així, congelen el procés d'enregistrament i giren després per Amèrica del Nord.
Després de catorze anys, Megadeth trenca les seves relacions amb Capitol Records amb l'edició d'un disc recopilatori de grans èxits anomenat, Capitol Punishment: The Megadeth Years, en el qual apareixen dues de les cançons gravades anteriorment i que formarien part del seu següent disc, The World Needs a Hero.

### The World Needs a Hero (2001-2002)
Al novembre del 2000, Megadeth firma amb una nova companyia discogràfica, Sanctuary Records i torna als estudis d'enregistrament a l'octubre. Enllesteixen llavors el seu següent àlbum, del qual ja havien gravat la major part abans d'actuar en el Maximum Rock. Després de l'aclaparadora resposta negativa envers Risk, Mustaine acomiada el mànager Bud Prager, i decideix ser el productor del següent àlbum de Megadeth, titulat The World Needs a Hero. Aquest es convertiria en el primer àlbum de Megadeth des de Rust in Peace compost completament per Mustaine (amb una contribució d'Al Pitrelli a "Promises"). Fou llançat el 15 de maig de 2001. Mentre que l'àlbum marcava un retorn a l'estil clàssic de Megadeth anterior a Risk, alguns crítics van dir que l'àlbum tenia poques expectatives. Posteriorment llançaren el single "Moto-Psycho", que aconseguí arribar al lloc #22 en les llistes del Billboard Mainstream Rock charts.
La gira de presentació de l'àlbum va comptar amb AC/DC a Europa i Iced Earth i Endo als Estats Units. Tanmateix, va ser suspesa després dels atemptats de l'11 de setembre. Al novembre, la banda edita el seu primer DVD en directe, anomenat Rude Awakening, amb enregistraments de dos concerts realitzats a Arizona (en principi, el disc s'havia de gravar a Argentina, però a causa dels atemptats la banda decidí gravar als Estats Units). Ja en l'any 2002, es remasteritza i reedita el disc debut del grup, Killing Is My Business... And My Business Is Good!.

### Ruptura (2002-2004)
El gener de 2002, Mustaine hagué d'ingressar a l'hospital per retirar-se un càlcul renal. Mentre estava en tractament, els medicaments aplicats li van causar dolors, la qual cosa li provocà una recaiguda. Després de la seva estada a l'hospital, es va tractar immediatament en un centre mèdic en l'estat de Texas (Estats Units). Durant la seva estada, Mustaine va sofrir una lesió anormal que li causà un sever dany nerviós al braç esquerre. La lesió es va produir per haver-se adormit amb el braç a la part posterior d'una cadira, cosa que causà una compressió del nervi radial. Se li va diagnosticar una neuropatia radial, també coneguda com a "paràlisi de la nit de dissabte", que el va deixar incapaç d'agafar o fins i tot tancar la seva mà esquerra.
El 3 d'abril de 2002, Mustaine anuncia en una conferència de premsa que Megadeth es dissolia a causa de la lesió al seu braç. En els mesos següents, Mustaine se sotmet a una intensa teràpia física cinc dies a la setmana. A poc a poc, Mustaine comença a tocar de bell nou, però va haver de «tornar a ensenyar» la malmesa mà esquerra.
Per satisfer les obligacions del contracte amb Sanctuary Records, Megadeth llança un àlbum recopilatori titulat Still Alive... And Well? el 10 de setembre del 2002. La primera meitat de l'àlbum té les cançons en viu gravades en el Web Theatre de Phoenix, Arizona, el 17 de novembre del 2001, mentre que la segona meitat de l'àlbum conté enregistraments d'estudi presos de The World Needs a Hero.

### The System Has Failed (2004-2005)
Després de la seva recuperació, Mustaine comença a treballar en el seu primer àlbum en solitari. El nou material va ser gravat amb dos músics de sessió, Vinnie Colaiuta i Jimmy Sloas, a l'octubre del 2003. Tanmateix, el projecte es va tancar quan Mustaine hi afegí un remix i va llançar de nou el seu vuitè àlbum amb Capitol Records. Mustaine va regravar algunes parts antigues que estaven oblidades o alterades sense que ell ho sabés durant els enregistraments originals.
Al maig de 2004, Mustaine torna al seu projecte en solitari, però les obligacions legals del contracte amb la discogràfica europea EMI el forçaren a gravar un nou àlbum sota el nom "Megadeth", raó per la qual decideix reformar la banda i contactar amb la formació favorita dels fans de Megadeth, la de Rust In Peace, per gravar de nou algunes cançons antigues. Mentre que el bateria Nick Menza hi accepta, Marty Friedman i David Ellefson no van poder arribar a un acord amb Mustaine. Temps després que el baixista Ellefson rebutgés l'oferta per tornar a la banda, Mustaine va dir: "David va mentir a la premsa, va dir que la lesió al meu braç era falsa. Nosaltres li vam fer una molt bona oferta (per reunir-se amb la banda) i ell va dir que no". El nou àlbum de la banda seria el primer on no participaria Ellefson. Per reemplaçar Friedman, Mustaine contracta un excomponent de la banda, el guitarrista Chris Poland, per participar amb els solos del nou àlbum.
El 14 de setembre del 2004 Megadeth llança el seu àlbum, The System Has Failed, amb Sanctuary Records als Estats Units i amb EMI a Europa. La revista Revolver li dona quatre estrelles i el defineix així : "L'àlbum de Megadeth més complex musicalment i poderós des del llançament de Countdown to Extinction" L'àlbum va debutar al Billboard amb el lloc #18 i va ser seguit pel single "Die Dead Enough", que assolí el lloc #21 als Estats Units en el Mainstream Rock charts. Mustaine va advertir que aquest seria l'últim àlbum de Megadeth, i que realitzaria un tour mundial de comiat, per a després centrar-se en la seva carrera com a solista.
Mustaine durant Metalmania 2008.
Megadeth va començar el tour mundial, Blackmail the Universe, a l'octubre de 2004, al costat d'un nou baixista, James MacDonough (Iced Earth) i el guitarrista Glen Drover (King Diamond, Eidolon). Mentre es realitzava la volta, la bateria Nick Menza va tornar a dividir la banda, ja que no estava preparat per suportar un tour complet pels Estats Units. Menza va ser reemplaçat cinc dies després del primer concert per Shawn Drover, germà del guitarrista Glen Drover, i també exmembre de la banda Eidolon. La banda va realitzar el tour pels Estats Units al costat d'Exodus, i més tard ho faria al costat de Diamond Head i Dungeon per Europa. Al juny del 2005, Capitol Records va llançar un àlbum de grans èxits de Megadeth, per substituir Capitol Punishment, anomenat, Greatest Hits: Back to the Start, que tenia una nova versió remesclada i remasteritzada dels primers vuit àlbums.

### Gigantour (2005-2006)
Article principal:Gigantour
A l'estiu del 2005, Mustaine funda i organitza un festival anual de Heavy metal anomenat Gigantour. Les bandes que s'hi van presentar per inaugurar-lo van ser Anthrax, Dream Theater, Fear Factory, Dillinger Escape Plan, Nevermore, Life of Agony, Symphony X, Dry Kill Logic i Bobaflex. Les actuacions es van realitzar a Mont-real i Vancouver, i foren filmades i enregistrades en DVD i CD per llançar-les a l'estiu del 2006.
El 9 d'octubre del 2005, seguint l'èxit de The System Has Failed i el tour mundial Blackmail the Universe, Mustaine anuncia un concert a l’Argentina per al Pepsi Music Rock Festival. Aquest concert va ser gravat i va llançar oficialment en DVD com That One Night: Live in Buenos Aires el març del 2007.
El febrer del 2006, el baixista James MacDonough deixa la banda per "diferències personals" i és rellevat per James LoMenzo, qui havia estat treballant amb David Lee Roth, White Lion i Black Label Society. El 16 de març del 2006 la nova formació de Megadeth va fer el seu debut en el festival Dubai Desert Rock als Emirats Àrabs Units, al costat de Testament i 3 Doors Down.
El 21 de març del 2006,Capitol Records llança un DVD doble anomenat Arsenal of Megadeth, que inclou entrevistes, xous en viu (tant del recent Gigantour com anteriors), un arxiu de fotos i diversos vídeos de la banda. A causa de qüestions de copyright, cançons de pel·lícules, així com vídeos no llançats per Capitol Records no es van incloure al DVD. Per exemple, els vídeos del tema "99 Ways to Die", així com els que pertanyen a l'àlbum Risk i a The World Needs a Hero.

### United Abominations (2006-2008)
Al maig del 2007 Megadeth anuncia la publicació del seu onzè àlbum d'estudi, United Abominations, que havia de ser llançat originalment per Roadrunner Records a l'octubre del 2006. Tanmateix, Mustaine anuncià a l'agost del 2006 que la banda estava posant els tocs finals a l'àlbum. La data del llançament fou finalment el 15 de maig de 2007. United Abominations és el primer àlbum de la banda amb la formació dels germans Glen i Shawn Drover, i James LoMenzo.
El març de 2007,Dave Mustaine anuncia als fòrums de la pàgina web de Megadeth de l'existència d'una nova versió d'"A Tout Le Monde", que s'inclouria en l'àlbum : hi cantaria a duet amb la cantant Cristina Scabbia, de Lacuna Coil. Es convertí en el primer simple de l'àlbum, fins a ser reemplaçat pel single "Washington Is Next!". A més es va anunciar que l'edició nipponesa de l'àlbum tindria una versió d'"Out on the Tiles" de Led Zeppelin.
Dave a Zlín, República Txeca, març de 2008.
El 3 d’agost es va revelar la nova portada de l'àlbum, la qual inclou el redisseny de la seva habitual mascota Vic Rattlehead, a més de l'edifici de les Nacions Unides mentre és destruït per míssils. La portada té certa semblança amb la de l'àlbum Peace Sells... But Who's Buying?, el qual també es mostra l'edifici de les Nacions Unides durant un atac nuclear.
United Abominations va ser llançat el 15 de maig del 2007, debutà la setmana següent al lloc #8 del Billboard als Estats Units i va vendre 54.000 còpies en la primera setmana. Aquest resultat es converteix en el més alt en la setmana de publicació d'un disc des de l'edició de Youthanasia el 1994.
El març de 2007, Megadeth comença un tour pel Canadà i els Estats Units com a banda telonera de Heaven and Hell, seguit per un festival d'estiu a Europa. Al setembre de 2007 la banda torna als Estats Units amb una nova volta, Tour Of Duty, que continuaria pel Pacífic i Austràlia.
El 9 d'octubre del 2007 es llança al mercat el que es coneix com el primer box set de la banda, anomenat Warchest: un compendi de 4 CDs i 1 DVD, amb material inèdit en viu en diferents presentacions i alguns comentaris dels membres de la banda, tres cançons inèdites i l'aparició de tots els músics que han format part de Megadeth, així com algunes versions de clàssics del Rock mundial com "Strange Ways" de Kiss, i "It's Electric" de Diamond Head.
A començaments de l'any 2008, el guitarrista Glen Drover abandona la formació a causa de motius familiars. El seu lloc és ocupat per Chris Broderick, exmembre de Nevermore i Jag Panzer. La nova alineació va debutar en directe Finlandia el 4 de febrer. Respecte de la seva sortida, Drover va dir: 'Estic al corrent dels rumors que diuen que vaig deixar Megadeth per dedicar-me a la meva família. La meva vida familiar sempre ha estat la meva prioritat. Al final, no estava content amb la situació, em va fer voler ser més temps amb la meva família i adonar-me al següent capítol de la meva carrera musical que és el moment de passar. Tinc un munt de bons records, i vaig conèixer molta gent fabulosa durant aquest temps, tant fans com gent de la indústria'.
Mustaine va dir que estava content amb la decisió de Drover i està satisfet que el seu relleu sigui Broderick. Mustaine va assenyalar també que Chris ho estava fent "molt bé". Broderick va comentar: "Sé que he d'omplir unes sabates molt grans, i ho faré el millor possible".

### Endgame (2008-actualitat)
A la darreria de 2008 Mustaine va declarar que la banda preparava un nou àlbum d'estudi des de setembre d'aquell any, que té com a productor a Andy Sneap. L'àlbum es va acabar de gravar el 19 de maig i es titularia Endgame. Al llarg de febrer i març de 2009, Megadeth va compartir una gira per Europa amb Judas Priest i Testament, i faria el mateix al Canadà (anomenat Canadian Carnage), al costat de Machine Head, Slayer i Suicide Silence.

## Controvèrsia
Dave Mustaine sempre s'ha caracteritzat per realitzar punxants declaracions, i s'ha cercat problemes amb la majoria dels exmembres de la banda. Ha polemitzat amb bandes com Slayer o Metallica (el seu conflicte més llarg i sonat). Mustaine va crear Megadeth per venjar-se del seu acomiadament de Metallica per part de Lars Ulrich i James Hetfield, i intentà adjudicar-se algunes de les cançons de Metallica que ell va coescriure durant el seu període a la banda. Respecte a Slayer, Mustaine va atacar verbalment el guitarrista de la banda, després que Kerry King deixés Megadeth per seguir amb la seva carrera a Slayer, cosa que a Mustaine no li va agradar en absolut. Tanmateix, King només va romandre a la banda durant unes quantes actuacions abans de l'enregistrament de l'àlbum debut de Megadeth Killing Is My Business... And Business Is Good!.
Una altra polèmica a causa de declaracions de Mustaine va venir quan aquest, en un concert a Irlanda del Nord, li va dedicar una cançó a la banda terrorista IRA, per la qual cosa la banda va haver de sol·licitar els serveis d'un autobús a prova de bales durant la seva gira pel país. Mustaine diria després que la cançó anava dedicada a la gent que venia samarretes amb l'expressió la causa, dient Mustaine en aquell concert : 'Aquesta última és per La Causa'.
El 2004, després de la reformació del grup, Mustaine va dir que no tocarien mai més en directe certes cançons per ser «anticristianes», per la qual cosa es diu que Mustaine és un cristià convers. Mustaine també va estar a punt de cancel·lar concerts a Grècia i Israel amb bandes com Rotting Christ o Dissection a causa dels seus manifests anticristians, el que va provocar la cancel·lació dels concerts per les bandes afectades.

## Llegat
Amb més de 30 milions d'àlbums venuts arreu del món, 10 àlbums en els top 40 (tenint en compte que 5 d'ells són del top 10), 18 cançons al top 40 de Mainstream Rock singles i set nominacions a premis Grammy, Megadeth continua sent una de les bandes més reeixides de Metal de tots els temps. Megadeth és la segona banda després de Metallica de més èxit de vendes. Com una de les formacions pioneres del Thrash metal, Megadeth va ajudar a formalitzar el Metal extrem, moviment que va sorgir entre al final dels anys vuitanta i principi dels noranta. La banda és reconeguda sovint com a influència per bandes noves del metall, com ara Arch Enemy, Lamb of God o In Flames.
Peace Sells... But Who's Buying? és considerat una peça clau en la història del Thrash metal, un dels àlbums definidors del gènere. No debades, VH1 va col·locar la cançó Peace Sells... But Who's Buying? en el lloc #11 de les millors cançons de Metall de tots els temps.
L'any 2004 la revista Guitar World va incloure Dave Mustaine i Marty Friedman junts al lloc #19 dins de la seva llista de millors guitarristes de tots els temps.
"Megadeth, Arizona" és considerada un dels primers llocs webs públics. El lloc va estar en línia des de 1994, quan en general la majoria de les persones no tenien cap coneixement sobre què era Internet.

## Cultura popular
Megadeth ha aparegut a moltes pel·lícules i programes de televisió, incloent-hi Mad About You, The Drew Carey Show, The X-Files i Duck Dodgers. En aquest últim la banda apareix caricaturitzada en un dels episodis del 2005 titulat In Space, Nobody Can Hear You Rock (En l'espai, ningú no pot sentir-te fer Rock). També és esmentat a la pel·lícula de Dana Carvey i Kim Basinger "El món de Wayne 2", on Honey Hornee pregunta a Garth : 'No estimes la música?' a la qual cosa Garth respon : 'Coneixes Megadeth ?'.

A la pel·lícula del 1996 The Van s'inclou una escena on els amos esperen a la sortida d'un concert de Megadeth on s'està venent menjar ràpid.

La banda també és esmentada al film de 1991 Bill & Ted's Bogus Journey, quan els personatges Bill i Ted estan a l'infern; Bill li diu a Ted: "Ted, saps que si jo moro pots quedar-te la meva col·lecció de Megadeth".

A la pel·lícula School of Rock Jack Black és anomenat Maggot Death amb referència a Megadeth.

A la pel·lícula d'El cap de la por, a l'habitació de la noia es pot veure també un pòster de Megadeth.

Megadeth apareix en els track list de les pel·lícules Shocker, Bill & Ted's Bogus Journey, Last Action Hero, Tales from the Crypt Presents: Demon Knight, Super Mario Bros i Universal Soldier: The Return.
La banda de Metall dels dibuixos animats Dethklok té una imatge molt semblant a la de Megadeth en un dels seus àlbums.
Per altra banda, la música del grup ha aparegut a molts videojocs, com Ultimate Fighting Championship i Duke Nukem 3D. Un exemple d'això és que la cançó Peace Sells, que apareix a l'estació de ràdio virtual del Grand Theft Auto, així com en el vídeo del joc del 2003 True Crime: Streets of LA. La cançó Symphony of Destruction apareix en els jocs de Playstation 2 Guitar Hero, WWE SmackDown! vs. RAW i Flatout 2.

Una versió d’Hangar 18 apareix en el joc Guitar Hero II. A més, Mustaine va escriure la cançó Gears of War inspirada en el joc d'Xbox 360 del mateix nom, cançó que apareix al seu àlbum United Abominations.

Al videojoc Rock Band es pot descarregar la cançó Sleepwalker a banda del disc Peace sells... but who's buying? tot i que el disc no és complet, ja que falta el tema Peace Sells, que és part del setlist de Rock Band 2.

## Discografia

### Àlbums d'estudi
- Killing Is My Business... And Business Is Good! (Combat Records, 1985)
- Peace Sells... But Who's Buying? (Capitol Records, 1986)
- So Far, So Good... So What! (Capitol Records, 1988)
- Rust in Peace (Capitol Records, 1990)
- Countdown to Extinction (Capitol Records, 1992)
- Youthanasia (Capitol Records, 1994)
- Cryptic Writings (Capitol Records, 1997)
- Risk (Capitol Records, 1999)
- The World Needs A Hero (Sanctuary Records, 2001)
- The System Has Failed (Sanctuary Records, 2004)
- United Abominations (Roadrunner Records, 2007)
- Endgame (Roadrunner Records, 2009)
- Thirteen (Roadrunner Records, 2011)
- Super Collider (Roadrunner Records, 2013)
- Dystopia (Tradecraft / Universal, 2016)
- The Sick, the Dying... and the Dead! (Universal, 2022)

### Premis i Nominacions
| Guardó                          | Any  | Nominació               | Categoria                           | Resultat  |
| ------------------------------- | ---- | ----------------------- | ----------------------------------- | --------- |
| Premis Genesis                  | 1993 | Megadeth                | Doris Day Music Award               | Guanyador |
| Premis Grammy                   | 1990 | Rust in Peace           | Millor Interpretació de Metal       | Nominat   |
| Premis Grammy                   | 1991 | "Hangar 18"             | Millor Interpretació vocal de Metal | Nominat   |
| Premis Grammy                   | 1992 | Countdown to Extinction | Millor Interpretació vocal de Metal | Nominat   |
| Premis Grammy                   | 1993 | "Angry Again"           | Millor Interpretació vocal de Metal | Nominat   |
| Premis Grammy                   | 1994 | "99 Ways to Die"        | Millor Interpretació de Metal       | Nominat   |
| Premis Grammy                   | 1995 | "Paranoid"              | Millor Interpretació de Metal       | Nominat   |
| Premis Grammy                   | 1997 | "Trust"                 | Millor Interpretació de Metal       | Nominat   |
| Premis Grammy                   | 2010 | "Head Crusher"          | Millor Interpretació de Metal       | Nominat   |
| Metal Hammer Golden Gods Awards | 2007 | Dave Mustaine           | Senyor dels Riff (Riff Lord)        | Nominat   |
| Metal Hammer Golden Gods Awards | 2008 | Dave Mustaine           | Senyor dels Riff (Riff Lord)        | Guanyador |
| Metal Hammer Golden Gods Awards | 2008 | Megadeth                | Millor Grup en Directe              | Nominat   |
| Revolver Golden Gods Awards     | 2009 | Dave Mustaine           | Déu d'Or (Golden God)               | Guanyador |